# Blizanów
Blizanów è un comune rurale polacco del distretto di Kalisz, nel voivodato della Grande Polonia.
Ricopre una superficie di 157,82 km² e nel 2004 contava 9 247 abitanti.